# Le Profil de la ville
Pour plus de détails, voir Fiche technique et Distribution.
Le Profil de la ville (都会の横顔, Tokai no yokogao) est un film japonais de Hiroshi Shimizu sorti en 1953.

## Synopsis
Asako Murakami est venue dans le quartier très chic de Ginza à Tokyo faire des achats et perd sa fille Michiko dans la foule. Toshiko, la cireuse de chaussures interroge la fillette de cinq ans qui ne connait pas son adresse. Michiko est confiée à Ueda, dont le travail consiste à arpenter les rues avec un panneau publicitaire, dans l'espoir de retrouver sa maman. Mais elle échappe aussi à sa vigilance en suivant Kazuko dans un cinéma. Asako, Ueda et Toshiko se lancent chacun de leur côté à la recherche de la fillette dans la foule des rues de Ginza. Ce n'est que tard dans la nuit que Toshiko et Ueda, qui porte une Michiko endormie sur son dos, retrouvent sa mère dans un commissariat de police.

## Fiche technique
- Titre : Le Profil de la ville[1]
- Titre original : 都会の横顔 (Tokai no yokogao?)
- Réalisation : Hiroshi Shimizu

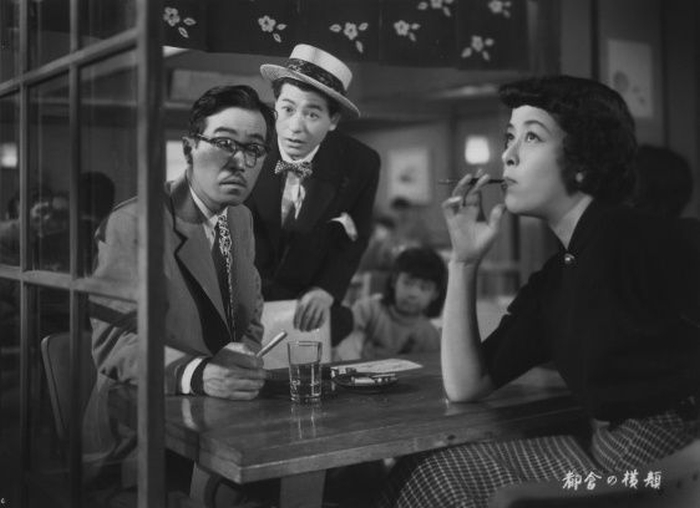
Hisaya Morishige, Ryō Ikebe et Kiyoko Tange.

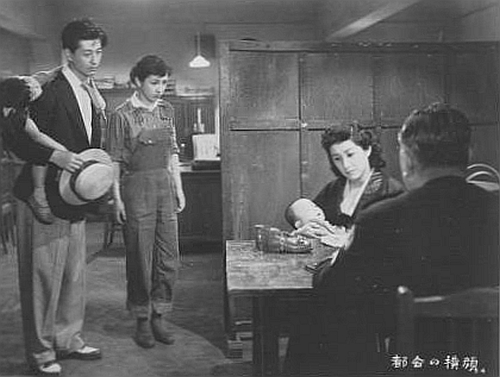
Ryō Ikebe, Ineko Arima et Michiyo Kogure.

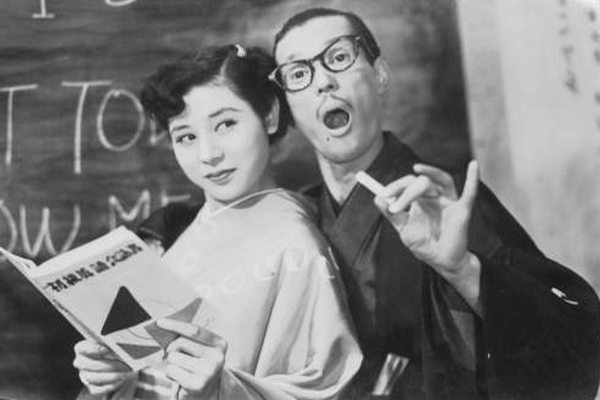
Yoshiko Hirose et Tony Tani.

- Scénario : Hiroshi Shimizu et Shin'ichi Sekizawa
- Photographie : Seiichi Endō
- Montage : Shuichi Iorihara
- Musique : Hachirō Matsui
- Direction artistique : Makoto Sono
- Assistant réalisateur : Shigeaki Hidaka
- Producteur : Ichirō Satō
- Sociétés de production : Tōhō
- Pays d'origine :  Japon
- Langue originale : japonais
- Format : noir et blanc — 1,37:1 — 35 mm — son mono
- Genre : Comédie dramatique
- Durée : 75 minutes[2] (métrage : 8 bobines - 2 047 m[2])
- Date de sortie :
  - Japon : 8 juillet 1953[2]

## Distribution
- Ryō Ikebe : Ueda, l’homme à la pancarte publicitaire
- Ineko Arima : Toshiko, la cireuse de chaussures
- Michiyo Kogure : Asako Murakami, la mère de Michiko
- Sachiko Atami : Michiko Murakami, la fillette perdue
- Hisaya Morishige : Maki-san
- Kiyoko Tange : Kazuko
- Sadako Sawamura : Kiyoko
- Junzaburō Ban : le diseur de bonne aventure
- Yoshiko Hirose : Mlle Miharu
- Mitsue Tachibana : Ryūko
- Hiroshi Koizumi : Miyagawa
- Tony Tani : le professeur d’anglais
- Fuyuki Murakami : Kawamata
- Tamae Kiyokawa